# Кносс
Кносс (также Кнос, греч. Κνωσός, лат. Cnossus, исконное название на минойском языке — KA-NU-TI) — древний город на острове Крит, расположен около современного Ираклиона, на северном берегу, в 4 км от моря, в древности с двумя гаванями.
Главный город острова во времена минойской цивилизации, наряду с Фестом и Малией бывший одним из её культурных и политических центров.
Во времена своего расцвета и могущества Кносс был одним из самых влиятельных городов во всем Средиземноморье. Минойский Кносс с его дворцом представлял один из первых в истории человечества случаев применения таких инженерных и архитектурных достижений, как многоэтажные здания, естественное и искусственное освещение, водопровод и канализация, вентиляция, отопление, а также мощёные пути. Во времена микенской цивилизации подпал под власть ахейских греков. Драматическая гибель Кносса вызвала постепенный упадок всей минойской цивилизации.
В греческой мифологии Кносс связывается с именем легендарного критского царя Миноса. По легенде, в окрестностях находился лабиринт Дедала, где был заключён Минотавр. Существует мнение, что под лабиринтом понимался сам Кносский дворец, который считали вымыслом вплоть до самого конца 19 века, когда он был обнаружен сначала Миносом Калокериносом, а затем Артуром Эвансом.
В эпоху классической античности — средоточие культа критского Зевса, родина Эпименида.

## История

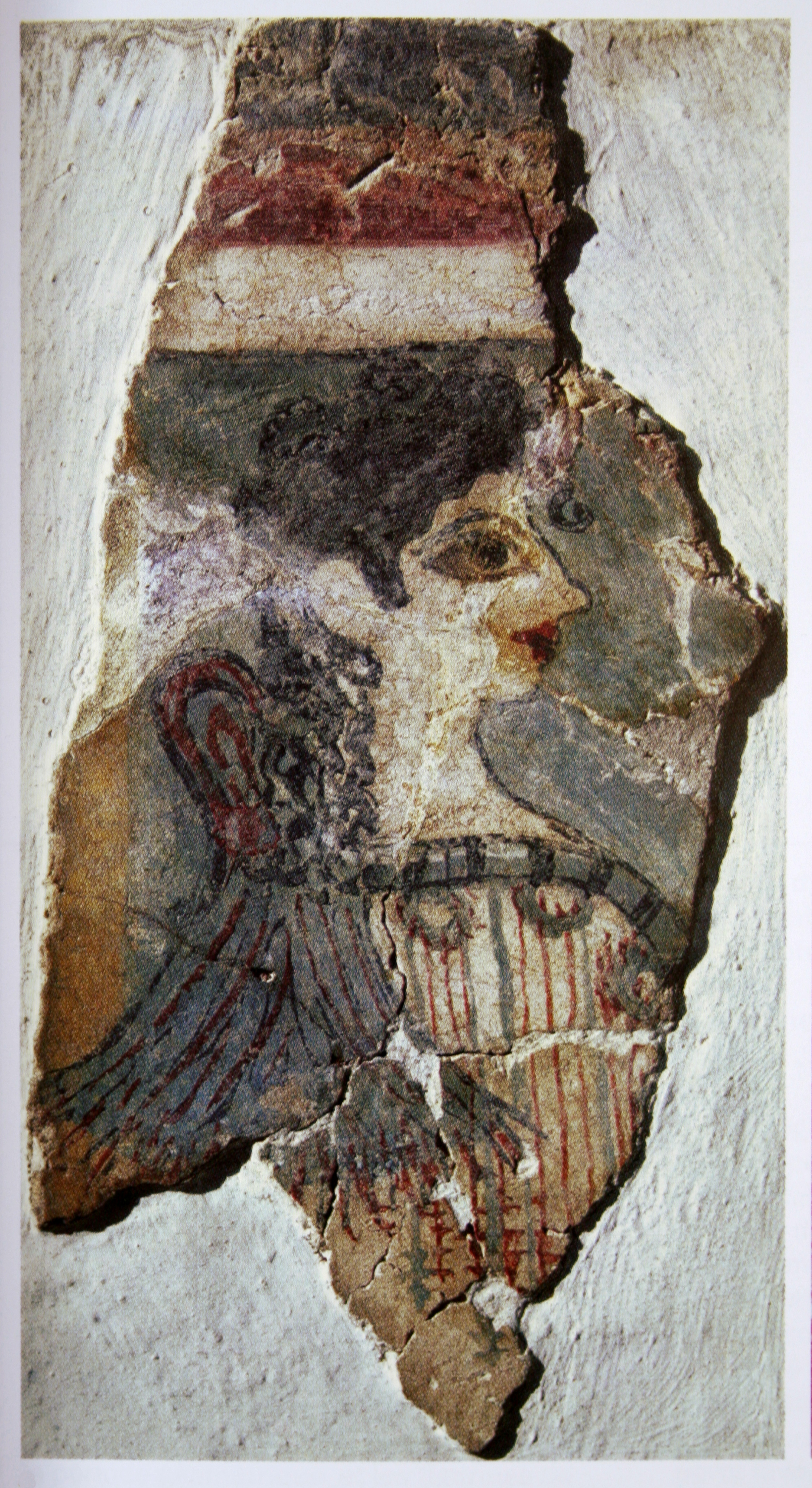
Фреска «Парижанка», жрица божества, XV век до н. э. Археологический музей Ираклиона

Первый дворец-храм в Кноссе был построен в раннедворцовый период (ок. 2000—1700 г. до н. э.), на остатках находившегося здесь ранее неолитического поселения. Этот дворец был разрушен землетрясением ок. 1700 г. до н. э. Также высказывались[кто?] о внутренних беспорядках, приведших к разрушению старых дворцов.
Однако вскоре были проведены необходимые восстановительные работы, и на его месте в новодворцовый период был построен другой дворец, который и дошёл до нашего времени. Новодворцовый период (1700—1450 гг. до н. э.) — время высочайшего расцвета минойской цивилизации и особенно Кносса.
После сильнейшего землетрясения и огромного цунами между 1628 и 1500 г. до н. э. вследствие мощного извержения вулкана на острове Тира дворец был разрушен. В 1450 г. до н. э. пожар окончательно уничтожил Кносский дворец. Причём в это же время пожары уничтожили и другие похожие дворцы на Крите (Фест, Закрос и др.). Причина этих пожаров до настоящего времени не ясна. После гибели минойского Крита на остров переселяются греки-ахейцы, которые, в частности, заселяют и Кносс, перестраивая остатки минойского дворца под свои нужды. Так, в Кноссе появляется тронный зал. Ахейский Кносс также погиб от пожара. Причины точно не установлены, но большинство исследователей не склонны объяснять природными катаклизмами. Возможно, речь идет о каком-то внутреннем конфликте между ахейской верхушкой и местным населением. Окончательно ахейская цивилизация Крита прекращает свое существование с дорийским завоеванием.
Территория дворца больше не заселялась, но Кносс продолжал оставаться значительным городом-государством вплоть до ранневизантийского периода. Античный Кносс был родиной философа и поэта Эпименида (VII—VI в. до н. э.), архитектора Херсифрона (Χερσίφρων, VI в. до н. э.) и философа-скептика Энесидема (I в. до н. э.).

### Кносский лабиринт

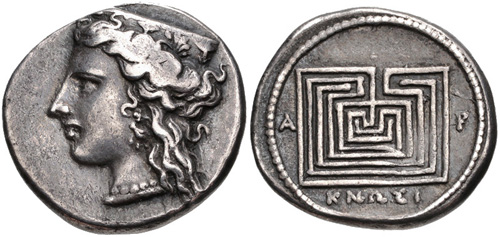
Кносская монета с изображением лабиринта

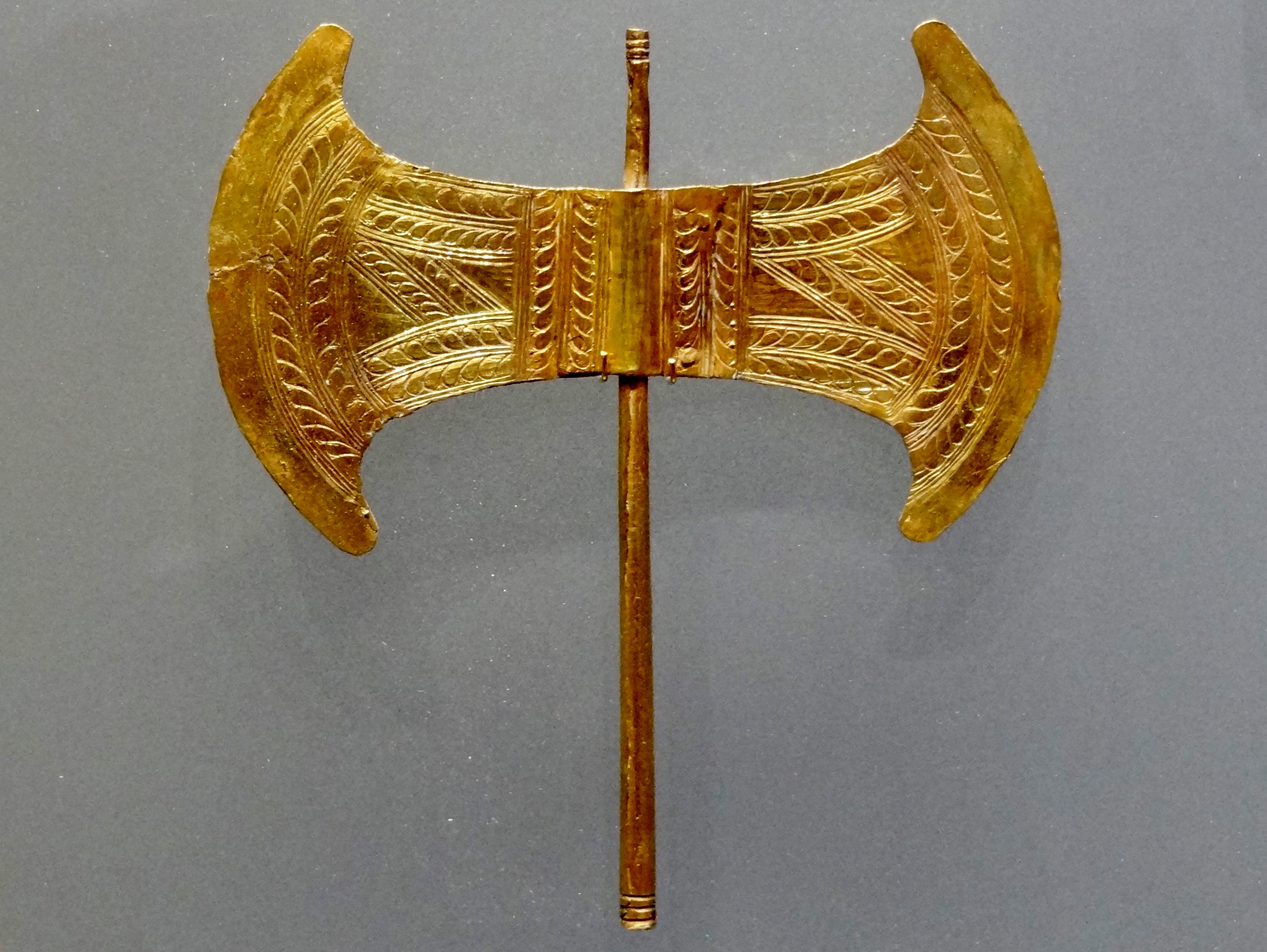
Золотой лабрис

Название «Кносс» известно по древнегреческим упоминаниям главного города Крита. Однако отождествление Кносса с городом бронзового века основывается не только на традиционных представлениях, но и на анализе римских монет, разбросанных по окрестностям мест раскопок и на большом кургане — холме, называемом Кефала, высотой 85 метров (279 футов) над уровнем моря. На многих из этих монет была надпись Кносс или Кноссион на лицевой стороне и изображение Минотавра или лабиринта на оборотной стороне. Оба изображения — символы, происходящие от мифа о царе Миносе, по легенде, правителе с Кносса. Монеты найдены вблизи римского поселения Colonia Julia Nobilis Cnossus, а римская колония располагалась как раз к северу и включала в себя холм Кефала. Считается, что римляне превратили Кносс в колонию.
Согласно греческой мифологии Минос велел Дедалу построить огромный лабиринт (который иногда сравнивают с двусторонним топором, или лабрисом), чтобы держать там своего сына Минотавра. Дедал также построил площадку для танцев королевны Ариадны.
Насколько сейчас известно, тем, кто увидел на массивной стене, частично откопанной Калокериносом, изображение лабриса и связал находку с легендарным лабиринтом, был именно американский консул, журналист и историк Уильям Стиллман, опубликовавший открытие Калокериноса. Он также был близко знаком с Артуром Эвансом, который поддержал эту идею. Позже оказалось, что догадка была вызвана, скорее, ассоциацией Крита с лабиринтом, нежели этимологией слова. Так или иначе, знак лабриса использовался по всему Микенскому миру в качестве апотропического знака, то есть присутствие такого изображения на предмете должно было предотвращать его уничтожение со временем. Топоры были вырезаны на многих камнях дворца.

## Открытие Эвансом
Впервые раскопки Кносского дворца начал в 1878 году критский собиратель древностей и купец Минос Калокеринос. Прокопав на Кносском холме 12 траншей, Калокеринос наткнулся на массивное здание, откопал склад с пифосами и нашёл первую из табличек с линейным письмом Б, однако раскопки были прерваны турецким правительством. Коллекции и материалы Калокериноса погибли в 1898 году, когда во время боёв с турками был сожжён его дом. О наличии развалин в Кноссе было известно уже Генриху Шлиману и Вильгельму Дёрпфельду (из писем обнаружившего их Миноса Калокериноса). Шлиман планировал раскопки в Кноссе, но из-за натянутых отношений с турецкими властями и скандала с незаконным вывозом золотых сокровищ этим планам не было суждено осуществиться.
Систематические раскопки территории были начаты 16 марта 1900 года английским археологом Артуром Эвансом, который скупил земли, на которых стоял дворец, и нанял двух специалистов (шотландского археолога Дункана Маккензи и архитектора Файфа) и 32 землекопа. 5 апреля нашли клад табличек с линейным письмом Б. В целом комплекс Кносского дворца был раскопан к 1905 году, но частные работы шли до 1931 года; с 1936 года реставрационные работы вела Британская археологическая школа в Афинах. Эванс быстро понял, что обнаружил цивилизацию, превосходящую по возрасту микенские открытия Шлимана; первооткрыватель назвал её «минойской». Поскольку англичан интересовал период до 1450 г. до н. э. (т. н. новодворцовый), все более поздние слои были уничтожены.
Дворец был многоэтажным и имел сложный план, сотни различных помещений, соединенных ходами и лестницами были сгруппированы вокруг большого парадного двора. В том числе — тронный зал, колонные залы, смотровые террасы, ванные комнаты. Стены ванных комнат были украшены росписями с дельфинами и летающими рыбами..
Параллельно с раскопками велось воссоздание руин в «первоначальном виде» (как его представлял себе сам Эванс).

## Версии гибели дворца
При раскопках не были найдены останки людей и животных. Существует версия, что после извержения вулкана жители Кносса и других дворцов Крита в 1450 г. до н. э. покинули остров и расселились по побережью Средиземного моря. В пользу этой версии говорит то, что у этрусков, а также в Палестине найдены сходные артефакты более позднего периода.

## Современный Кносс
Деревня Кносс входит в общину (дим) Ираклион в периферии Крите в Греции.

### Сообщество Ираклион
В общинное сообщество Ираклион входят 11 населённых пунктов. Население 144 422 жителей по переписи 2011 года. Площадь 52,444 квадратных километров.
| Населённый пункт | Население (2011), человек |
| ---------------- | ------------------------- |
| Айия-Ирини       | 91                        |
| Атанати          | 181                       |
| Влихья           | 52                        |
| Гурне            | 639                       |
| Дракульярис      | 82                        |
| Ираклион         | 140 730                   |
| Кносс            | 300                       |
| Лофуполис        | 572                       |
| Маратитис        | 809                       |
| Семели           | 142                       |
| Финикья          | 824                       |

### Население
| Год  | Население, человек |
| ---- | ------------------ |
| 1991 | 372                |
| 2001 | 364                |
| 2011 | ↘ 300              |

## Галерея

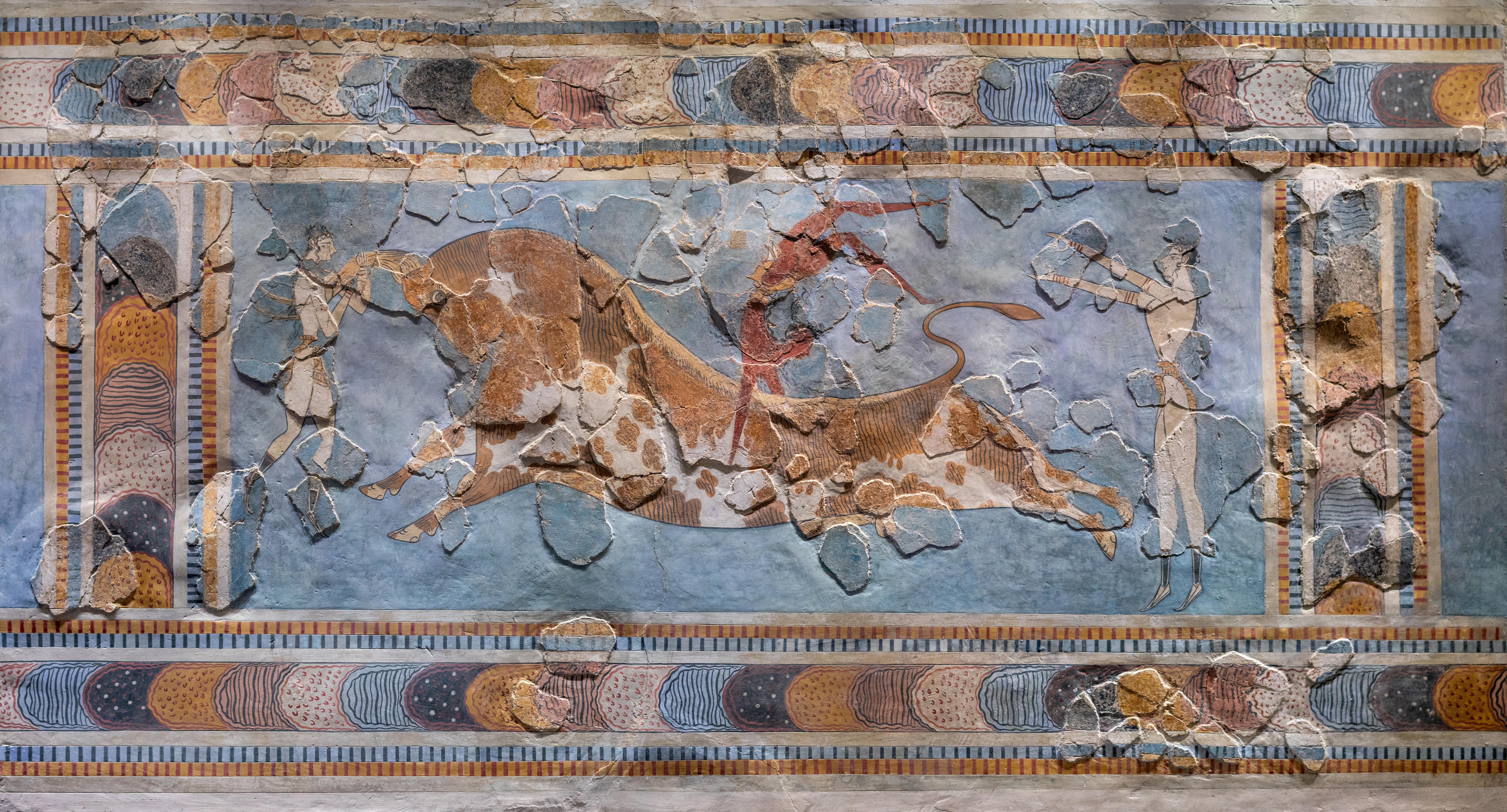
Акробаты с быком
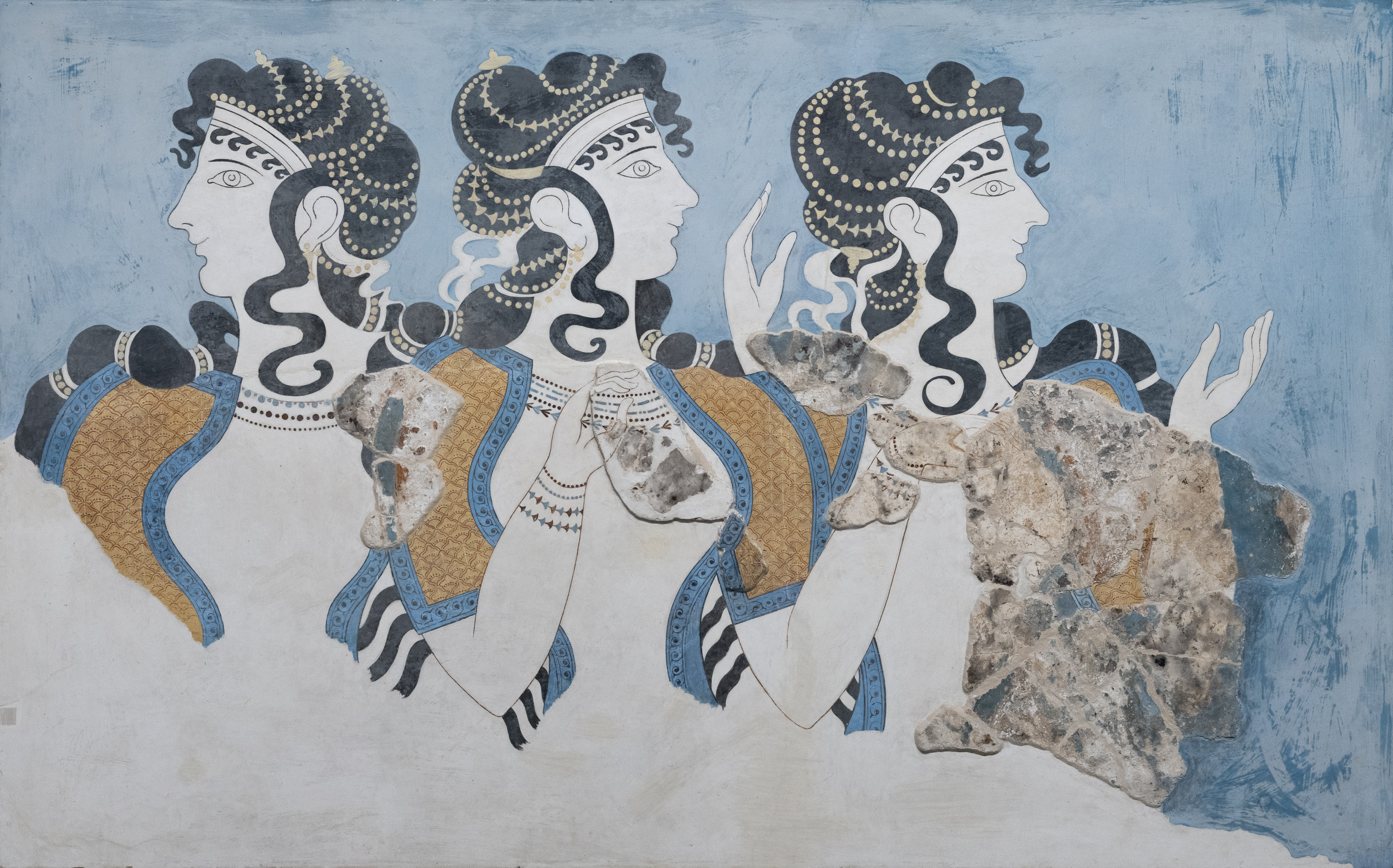
Женщины
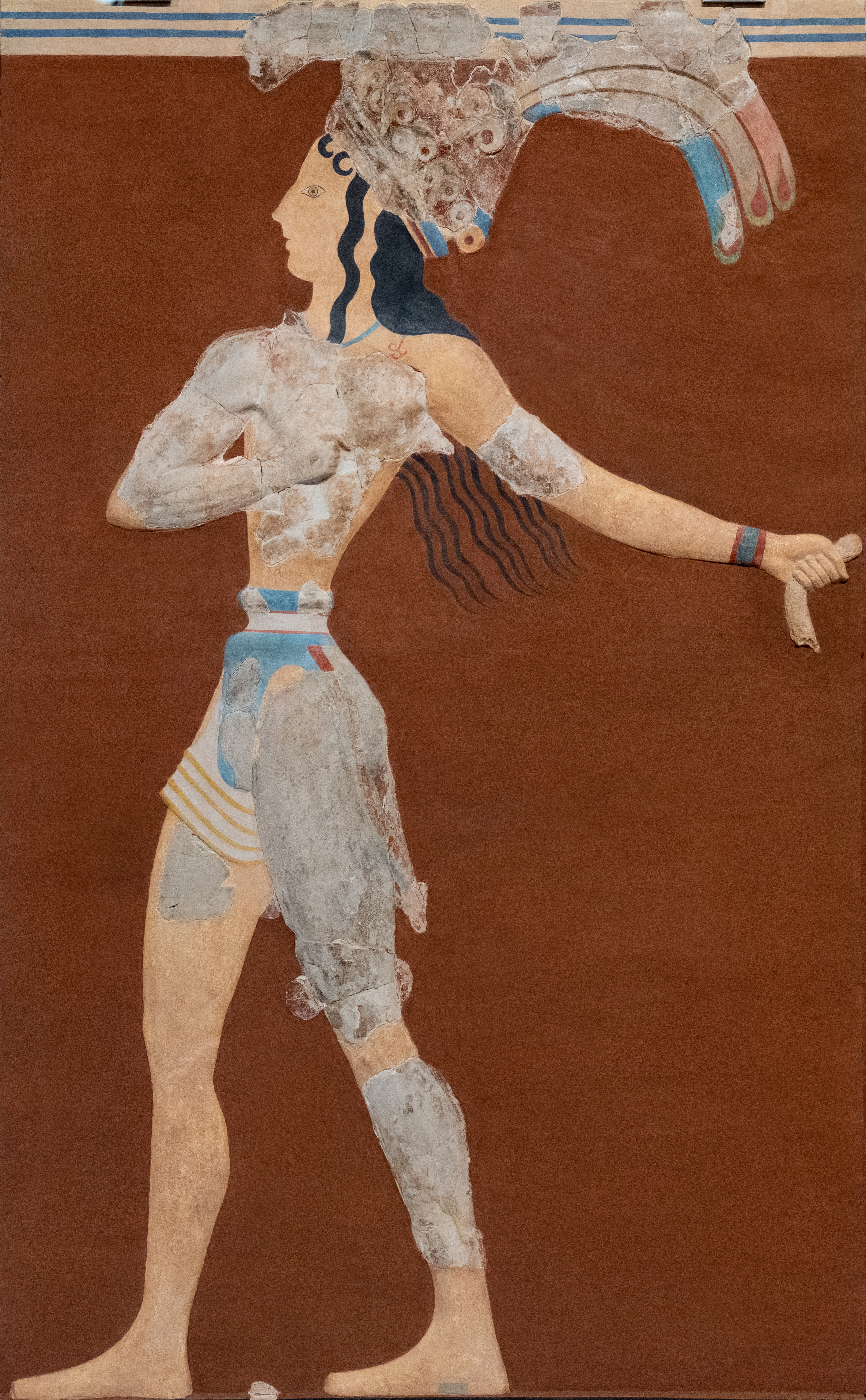
Царь-жрец
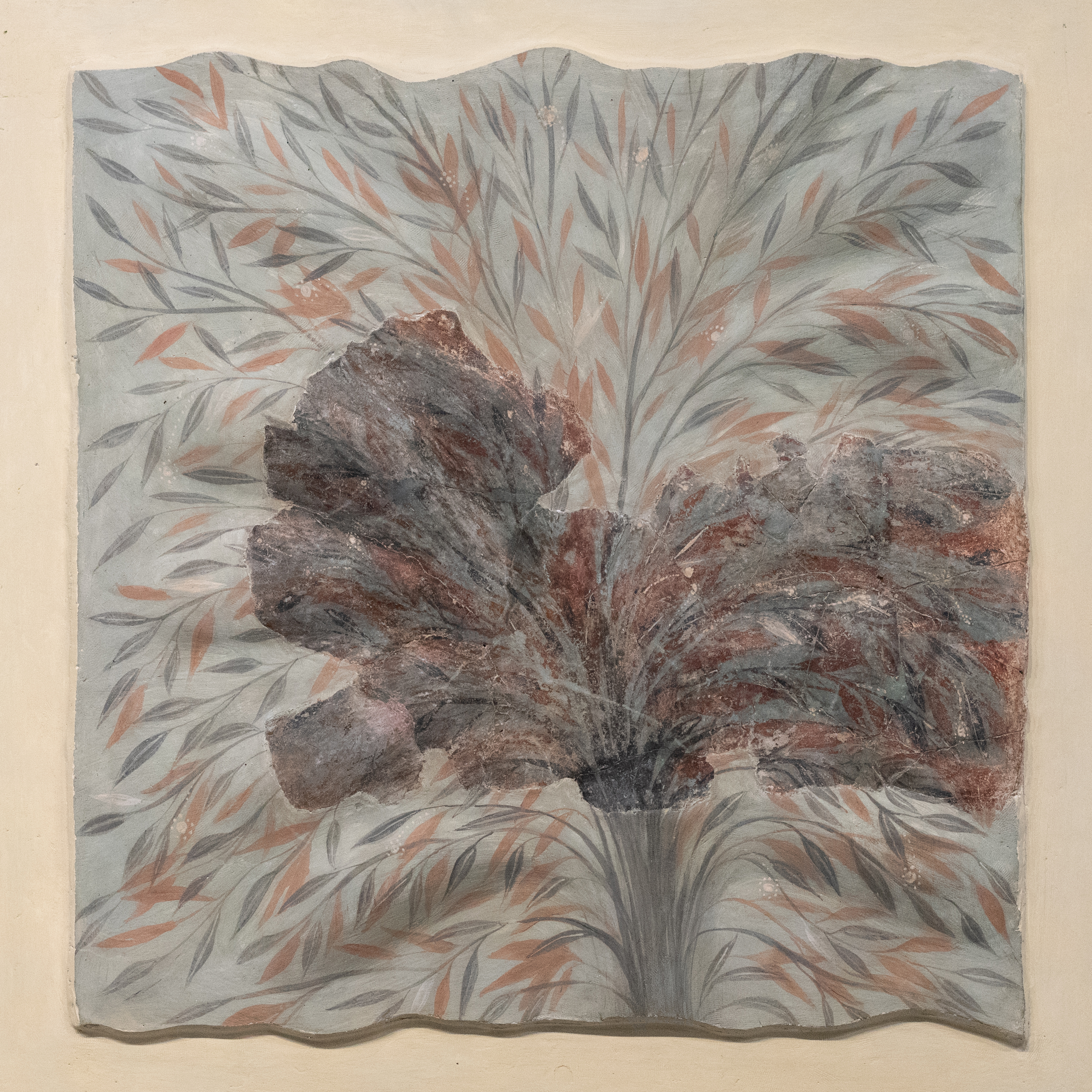
Олива
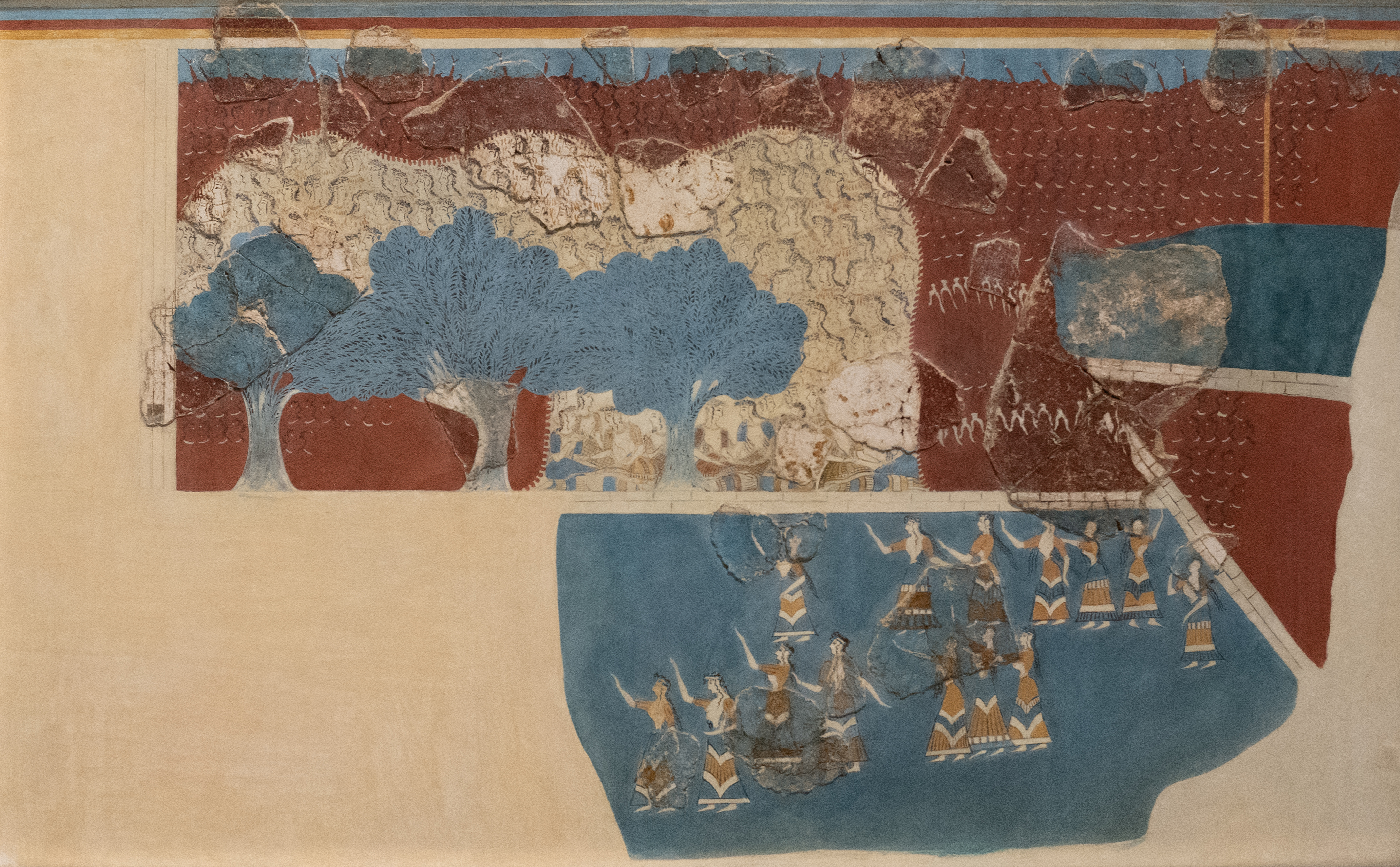
Священная роща
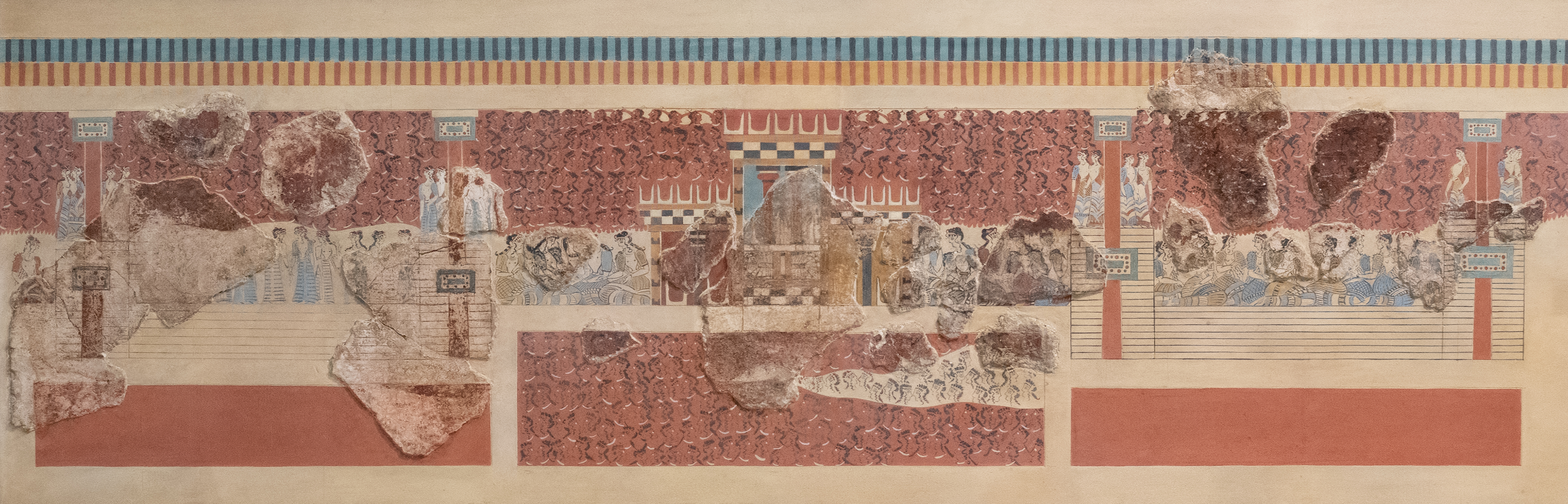
Трибуна
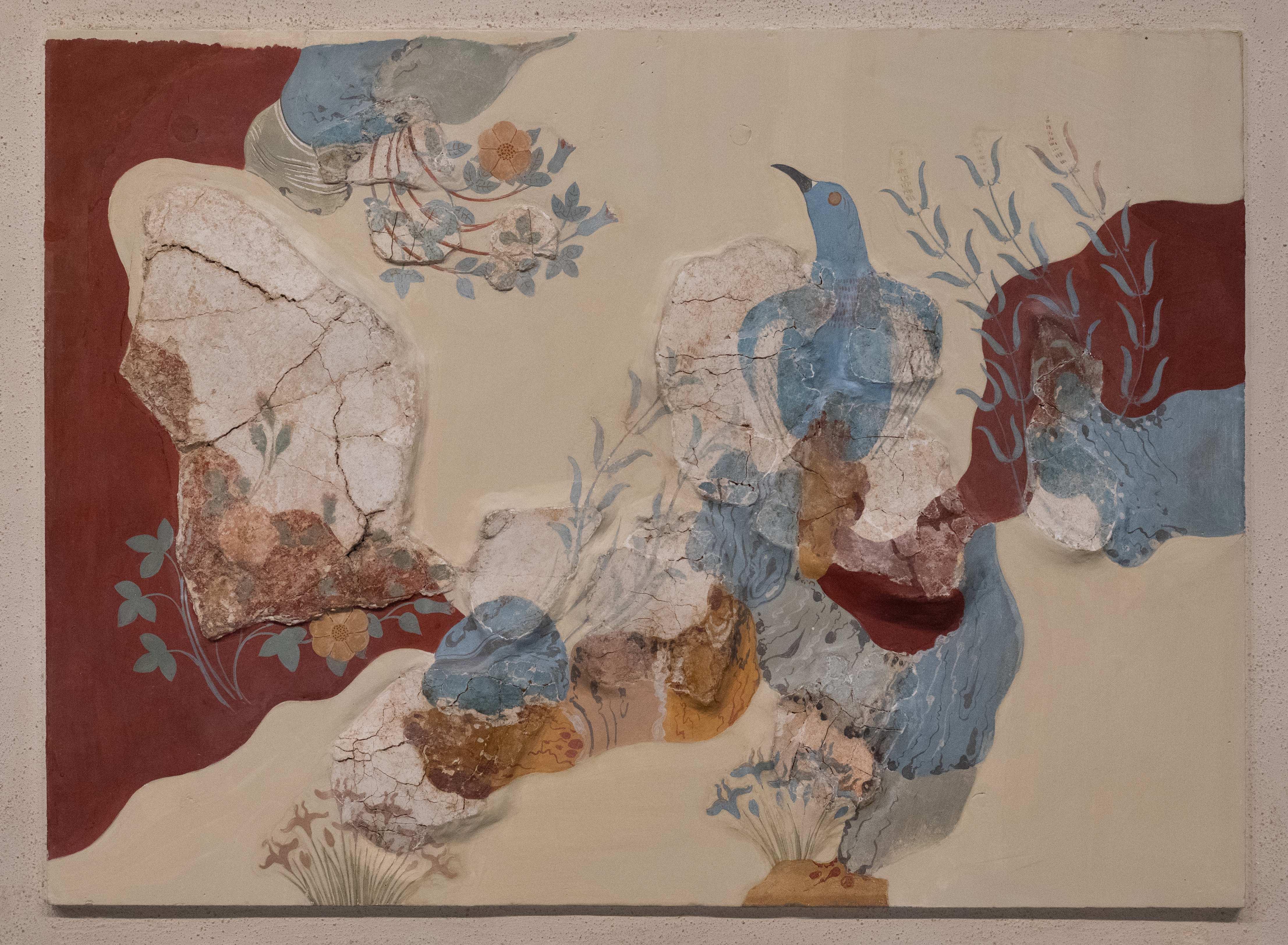
Синие птицы
Синие обезьяны
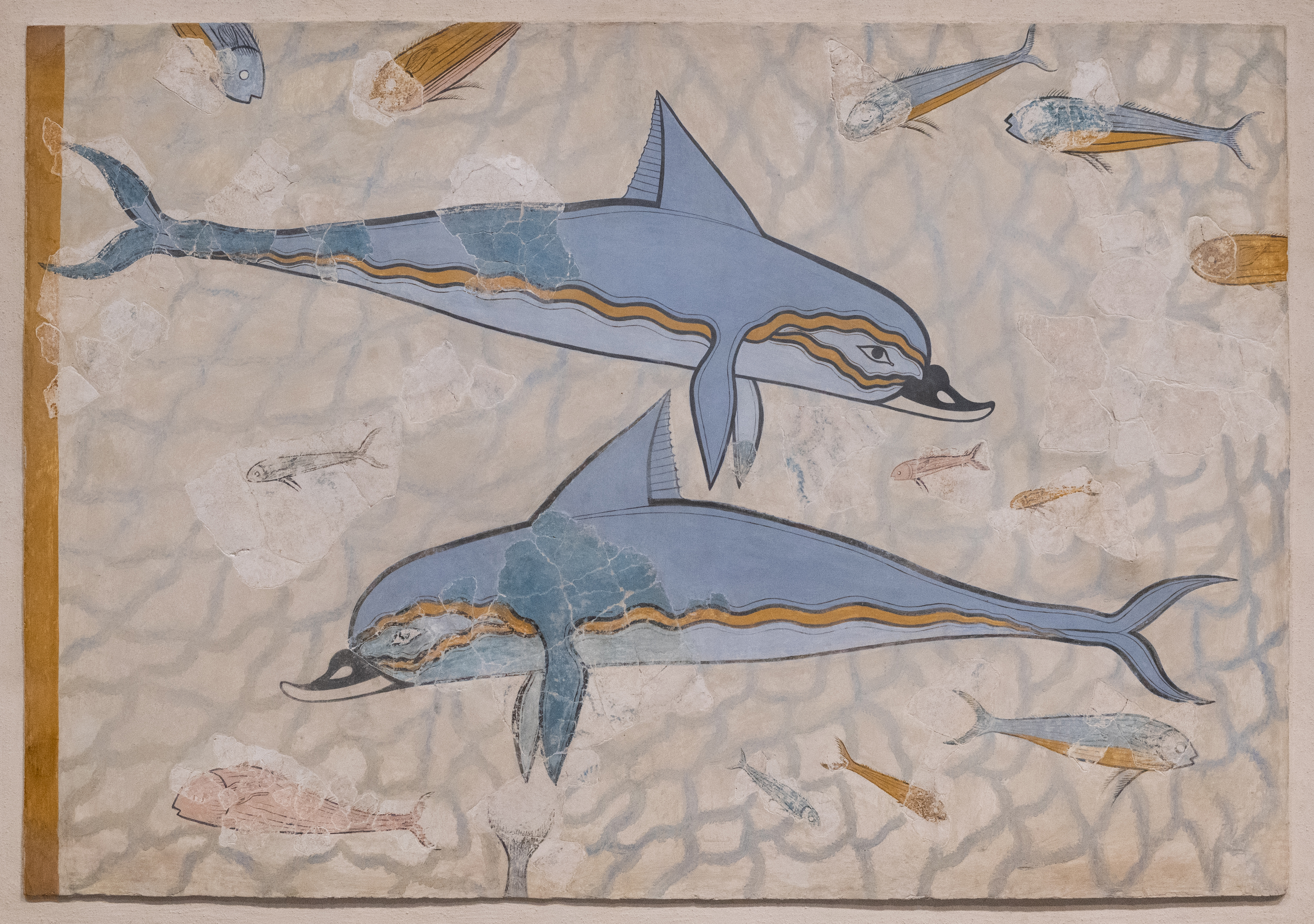
Дельфины